# Mikvé de Bischheim
Le mikvé de Bischheim est un monument historique situé à Bischheim, dans le département français du Bas-Rhin.

## Localisation
Ce mikvé est situé dans la Cour des Boecklin, au 17 rue Nationale à Bischheim.

## Historique
Il fait l'objet d'un classement au titre des monuments historiques depuis 1977. Un musée lui est consacré depuis 1989.

## Architecture
Un escalier hélicoïdal de 48 marches descend 7,50 mètres vers la nappe phréatique. La rampe présente des marques de tâcheron du XVIe siècle.